# Linden (Columbus)
|  | Dieser Artikel wurde aufgrund von inhaltlichen Mängeln auf der Qualitätssicherungsseite des Projektes USA eingetragen. Hilf mit, die Qualität dieses Artikels auf ein akzeptables Niveau zu bringen, und beteilige dich an der Diskussion! Eine nähere Beschreibung der zu behebenden Mängel fehlt. |

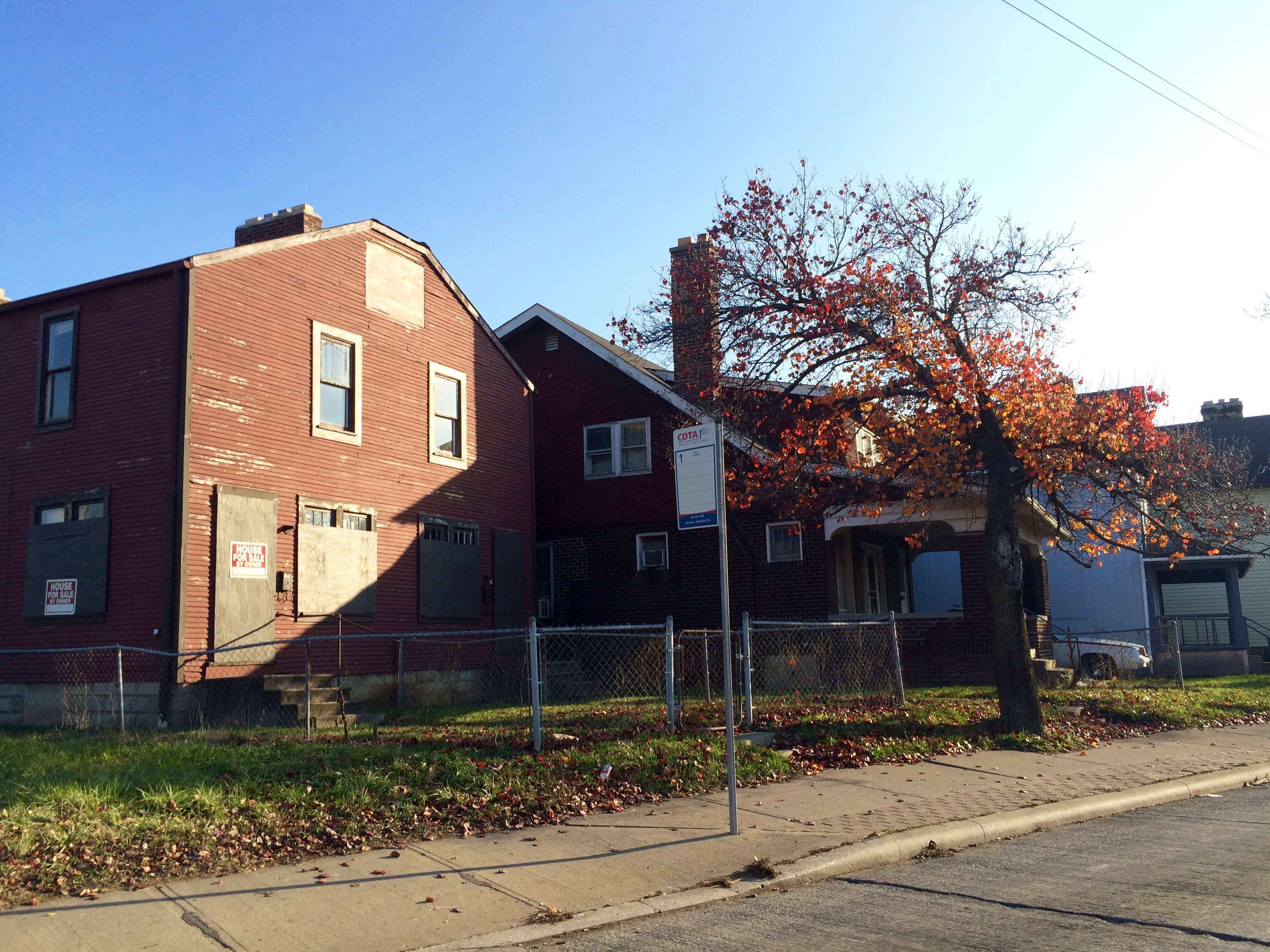
Gebäude in South-Linden

Linden ist ein Stadtviertel der Stadt Columbus in Ohio, USA. Auf einer Gesamtfläche von ungefähr 15 km² leben 30.113 Einwohner (Stand 2000), davon 14.302 männliche und 15.811 weibliche Einwohner. Im Viertel liegen einige kleinere Grund- und Mittelschulen, die „Linden-McKinley High School“ und die „Windsor Academy“. Linden liegt auf einem Landgebiet, das George Stevenson als Anerkennung für seine Dienste im Unabhängigkeitskrieg von John Adams gegeben wurde.